# Drift River
Der Drift River ist ein 61 Kilometer langer Zufluss des Cook Inlet im Südwesten des US-Bundesstaats Alaska.

## Verlauf
Der Drift River hat seinen Ursprung in einem kleinen gletschergespeisten Bergsee in den Chigmit Mountains auf einer Höhe von ungefähr 2600 m. Er fließt in überwiegend ostnordöstlicher Richtung durch das Gebirge. Im Süden erhebt sich der Vulkan Mount Redoubt, im Norden das vergletscherte Bergmassiv des Double-Gletschers. Die Drift-River-Gletscherzunge des Double-Gletschers speist etwa 20 Kilometer oberhalb der Mündung den Fluss. Der Drift River erreicht die Küstenebene und mündet schließlich in die Redoubt Bay im Westen des Cook Inlet. 14 Kilometer vor der Mündung liegt die Insel Kalgin Island.

## Name
Seinen Namen erhielt der Fluss 1912 vom U.S. Coast and Geodetic Survey (USC&GS).

## Ölterminal und Flugplatz
Zwischen den beiden heutigen Mündungsarmen befindet sich in der Küstenebene das Öllager Drift River (⊙) mit sieben großen Öltanks. Diese dienen der Zwischenlagerung. Drei Kilometer vor der Küste befindet sich ein Ölterminal (Drift River Oil Terminal) (⊙), wo Öltanker mit Rohöl beladen werden. Beim Öllager liegt der Flugplatz Drift River (⊙) (IATA-Code DRF) mit einem Hangar.

## Laharereignis im Jahr 2009
Beim Ausbruch des Vulkans Redoubt am 22. und 23. März 2009 schmolz der Gletscher an der Nordflanke des Berges, so dass sich ein Lahar, ein Schutt- und Schlammstrom, den Drift River hinab ergoss. Die Schutzdämme des Öllagers verhinderten dessen Überschwemmung und möglicherweise dessen Zerstörung. Der Drift River floss ursprünglich nur östlich am Öllager vorbei. Durch das Hochwasserereignis, die Lahar ergoss sich über die Küstenebene westlich des Öllagers, bildete sich ein neuer Mündungsarm des Drift River westlich des Öllagers.